# Addison Emery Verrill
Addison Emery Verrill (* 1839 - 1926) fue un zoólogo estadounidense. Fue alumno de Louis Agassiz en la Universidad de Harvard y se graduó en 1862. 
Luego aceptó un puesto como el primer profesor de zoología en la Universidad de Yale, donde enseñó desde 1864 hasta su retiro en 1907. 
Además, entre 1868 y 1870 fue profesor de anatomía comparada y entomología en la Universidad de Wisconsin. 
Desde 1860 investigó la fauna invertebrada de la costa del Atlántico, especialmente lo referente a corales, anélidos, equinodermos y moluscos, y se volvió una verdadera autoridad en cefalópodos, especialmente los grandes calamares del Atlántico Norte. 
Sus colecciones fueron depositadas en el Museo Peabody de Historia Natural, en la Universidad de Yale. En sus últimos días estudió la geología y los animales marinos de las Islas Bermudas.
En total, Verrill publicó más de 350 papeles y monografías, y describió más de 1000 especies en prácticamente cualquier grupo taxonómico mayor.
Su hijo, Alpheus Hyatt Verrill fue un arqueólogo, explorador, inventor, ilustrador y autor.

## Abreviatura (zoología)
La abreviatura Verrill  se emplea para indicar a Addison Emery Verrill como autoridad en la descripción y taxonomía en zoología.